# 792 Metcalfia
792 Metcalfia
792 Metcalfia là một tiểu hành tinh ở vành đai chính. Nó được Joel Hastings Metcalf phát hiện ngày 20.3.1907 ở Taunton, Massachusetts (Hoa Kỳ), và được đặt theo tên Joel Hastings Metcalf, người phát hiện, tương tự như tiểu hành tinh 726 Joëlla.